# Villenavotte
Villenavotte ist eine französische Gemeinde mit 162 Einwohnern (Stand: 1. Januar 2022) im Département Yonne in der Region Bourgogne-Franche-Comté. Villenavotte gehört zum Arrondissement Sens und zum Kanton Pont-sur-Yonne. 

## Geographie
Villenavotte liegt etwa sieben Kilometer nordnordwestlich des Stadtzentrums von Sens an der Yonne, die die Gemeinde im Osten begrenzt. Umgeben wird Villenavotte von den Nachbargemeinden Villeperrot im Norden, Saint-Denis-lès-Sens im Osten und Südosten, Courtois-sur-Yonne im Süden sowie Nailly im Westen und Südwesten.

## Bevölkerungsentwicklung
| Jahr                       | 1881 | 1962 | 1968 | 1975 | 1982 | 1990 | 1999 | 2006 | 2018 |
| Einwohner                  | 125  | 67   | 67   | 78   | 110  | 147  | 176  | 190  | 171  |
| Quellen: Cassini und INSEE |      |      |      |      |      |      |      |      |      |

## Sehenswürdigkeiten

Kirche Sainte-Marie

- Kirche Sainte-Marie